# Jahr-2106-Problem
Das Jahr-2106-Problem von EDV-Systemen könnte zu Ausfällen von Software im Jahr 2106 führen. Dieses Problem ist auf EDV-Systeme beschränkt, die die Unixzeit benutzen und diese als vorzeichenlose 32-Bit-Integerzahl speichern. Es ist auch als Bitcoin-Killing-Bug medial bekannt.
Beim Jahr-2106-Problem handelt es sich um ein ähnliches Problem wie das Jahr-2038-Problem. Allerdings mit dem Unterschied, dass statt einer vorzeichenbehafteten 32-Bit-Integer-Zahl eine vorzeichenlose 32-Bit-Integer-Zahl verwendet wird. Dadurch tritt der Überlauf (wrap-around) erst im Jahr 2106 auf. Beispielsweise ist das embedded Unix Betriebssystem QNX ab Version 6.4.0 hiervon betroffen.